# Batalla de Montesquiu
La batalla de Montesquiu fou un dels episodis de la primera guerra carlina

## Antecedents
A Catalunya, la rebel·lió de Josep Galceran i Escrigàs a Prats de Lluçanès el 5 d'octubre va ser sufocada pel capità Manuel de Llauder i de Camín i Galceran va fugir a França. A Morella es va proclamar rei a Carles V el 13 de novembre, tot i que va ser ocupada per forces liberals el 10 de desembre.
Les nombroses partides actuaven sense coordinació. El comandament del Pretendent va enviar un contingent de forces del territori carlista basco-navarrès, seleccionat entre els més experimentats batallons dels quals disposava, l'agost de 1835, sota el comandament de Juan Antonio Guergué i format per 2.700 homes amb la missió d'organitzar el front a Catalunya. Arribat a la seva destinació Guergué, va aconseguir agrupar una nombrosa força, intentant prendre Olot però fracassant en l'intent. Seguidament Guergué va organitzar les tropes carlistes catalanes en un document oficial que s'enviaria al rei i als capitosts respectius. En el mateix document ell posa de manifest que les tropes amb les quals disposa són unes 19.000 descomptant les portades per ell. No obstant això, aquestes dades són poc fiables a causa que donen un nombre alt de guerrilles no identificades. Malgrat això el nombre havia de ser molt alt. Després de la marxa de Guergué de Catalunya van assumir el comandament Ignasi Brujó fins a l'agost de 1836, que el rellevà Rafael Maroto, que a principis de setembre posà setge a Sant Quirze de Besora, que fou aixecat per Joaquín Ayerbe.

## Batalla
Sabedors de l'acostament de dues columnes liberals de Joaquín Ayerbe en direcció a Alpens, on es trobava Rafael Maroto, i Sant Quirze de Besora on eren els carlins de Blas María Royo de León, que havia estat cap de l'estat major de l'expedició Guergué, Ignasi Brujó i Ferran d'Ortafà, Maroto ordenà als seus subordinats que es reunissin amb ell a Alpens, però Ortafà decidí plantar batalla, que venceren els liberals el 4 d'octubre de 1836 a Montesquiu.

## Conseqüències
Rafael Maroto es dirigí a Elna, on fou capturat i empresonat a Perpinyà, sent substituït per Blas María Royo de León, qui va aconseguir victòries importants com la victòria a la batalla de la Panadella i la conquesta de Solsona.
Antonio Urbiztondo fou nomenat responsable militar carlí de Catalunya el mes de juny de 1837, amb el càrrec de comandant general de l'exèrcit del Principat. El 12 de juny de 1837, va rendir Berga, que es convertí en la capital del carlisme català fins a la fi de la guerra, i el 27 de juliol de 1837 conquerí Ripoll.